# Andreas Berg (handbollsspelare)
Per Andreas Berg, född 9 maj 1992 i Göteborg, är en svensk handbollsspelare. Han är högerhänt och spelar i anfall som vänstersexa.

## Karriär

### Klubblag
Andreas Berg började spela handboll i Kärra HF i Göteborg. Han blev juniorlandslagsspelare och bytte 2011 till Önnereds HK som spelade i allsvenskan. Efter några år tog sig Önnereds HK 2013 upp i elitserien. Andreas Berg var deras bästa spelare under elitseriesäsongen. 2015 fick Önnered lämna elitserien igen. Samtidigt valde Berg en proffskarriär i Tyskland med Frisch Auf Göppingen som första klubb. Efter två säsonger i Tyskland återvände Berg till Sverige 2017, för spel i Alingsås HK. Sommaren 2020 lämnade Berg Alingsås HK och återvände till Önnereds HK som han spenderat 4 säsonger med åren 2011-2015

### Landslag
Andreas Berg var med i U21-landslaget som tog guld vid VM 2013 och fick göra sin debut i A-landslaget samma år, den 1 november mot Tyskland. Han har sedan spelat 7 A-landskamper för Sverige den sista 2017.